# Ctenotus agrestis
Espèce
Ctenotus agrestis est une espèce de sauriens de la famille des Scincidae.

## Répartition
Cette espèce est endémique du Queensland en Australie.

## Publication originale
- Wilson & Couper, 1995 : A new Ctenotus (Reptilia: Scincidae) from the Mitchell grass plains of central Queensland. Memoirs of the Queensland Museum, vol. 38, no 2, p. 687-690 (texte intégral).